# 倭迹迹日百襲姫命

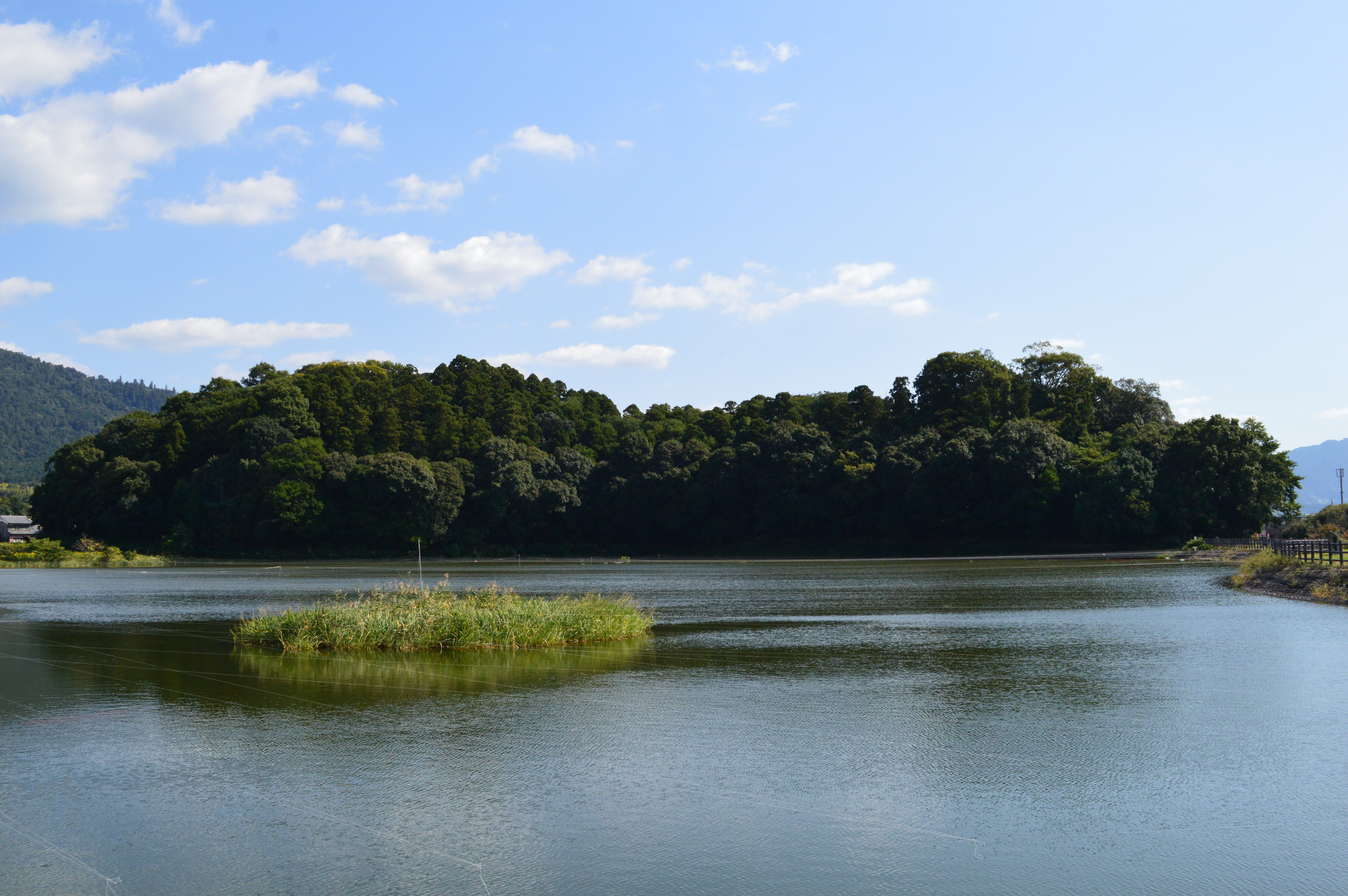
倭迹迹日百襲姫命の宮内庁治定墓奈良県桜井市の箸墓古墳（箸中山古墳）。

倭迹迹日百襲姫命（やまとととひももそひめのみこと/やまとととびももそひめのみこと、生没年不詳）は、記紀等に伝わる古代日本の皇族（王族）。
第7代孝霊天皇皇女で、大物主神（三輪山の神）との神婚譚や箸墓古墳（奈良県桜井市）伝承で知られる、巫女的な女性である。

## 名称
『日本書紀』では「倭迹迹日百襲姫命」、『古事記』では「夜麻登登母母曽毘売」と表記される。名称のうち「トトビ」は「鳥飛」、「モモ」は「百」「桃」、「ソ」は「十」の意味と見られ、「鳥飛」から脱魂型の巫女を表すという説がある。
なお、『日本書紀』崇神天皇7年8月7日条に見える倭迹速神浅茅原目妙姫は諸説で百襲姫と同一視される。また本居宣長は『古事記伝』において、『日本書紀』に第8代孝元天皇の皇女として見える倭迹迹姫命 を百襲姫と同一視する説を挙げる。

## 系譜
『日本書紀』に基づく関係系図
| 7 孝霊天皇  |            |            |            |            |            |                  |                  |                  |                  |                  |                  |            |            |            |            |            |            |  |  |  |  |  |  |  |  |  |  |  |  |  |  |  |  |
|             |            |            |            |            |            |                  |                  |                  |                  |                  |                  |            |            |            |            |            |            |  |  |  |  |  |  |  |  |  |  |  |  |  |  |  |  |
|             |            |            |            |            |            |                  |                  |                  |                  |                  |                  |            |            |            |            |            |            |  |  |  |  |  |  |  |  |  |  |  |  |  |  |  |  |
| 8 孝元天皇  | 8 孝元天皇 | 8 孝元天皇 | 8 孝元天皇 | 8 孝元天皇 | 8 孝元天皇 | 倭迹迹日百襲姫命 | 倭迹迹日百襲姫命 | 倭迹迹日百襲姫命 | 倭迹迹日百襲姫命 | 倭迹迹日百襲姫命 | 倭迹迹日百襲姫命 | 吉備津彦命 | 吉備津彦命 | 吉備津彦命 | 吉備津彦命 | 吉備津彦命 | 吉備津彦命 |  |  |  |  |  |  |  |  |  |  |  |  |  |  |  |  |
| 8 孝元天皇  | 8 孝元天皇 | 8 孝元天皇 | 8 孝元天皇 | 8 孝元天皇 | 8 孝元天皇 | 倭迹迹日百襲姫命 | 倭迹迹日百襲姫命 | 倭迹迹日百襲姫命 | 倭迹迹日百襲姫命 | 倭迹迹日百襲姫命 | 倭迹迹日百襲姫命 | 吉備津彦命 | 吉備津彦命 | 吉備津彦命 | 吉備津彦命 | 吉備津彦命 | 吉備津彦命 |  |  |  |  |  |  |  |  |  |  |  |  |  |  |  |  |
|             |            |            |            |            |            |                  |                  |                  |                  |                  |                  |            |            |            |            |            |            |  |  |  |  |  |  |  |  |  |  |  |  |  |  |  |  |
| 9 開化天皇  | 9 開化天皇 | 9 開化天皇 | 9 開化天皇 | 9 開化天皇 | 9 開化天皇 | 大彦命           | 大彦命           | 大彦命           | 大彦命           | 大彦命           | 大彦命           | 武埴安彦命 | 武埴安彦命 | 武埴安彦命 | 武埴安彦命 | 武埴安彦命 | 武埴安彦命 |  |  |  |  |  |  |  |  |  |  |  |  |  |  |  |  |
| 9 開化天皇  | 9 開化天皇 | 9 開化天皇 | 9 開化天皇 | 9 開化天皇 | 9 開化天皇 | 大彦命           | 大彦命           | 大彦命           | 大彦命           | 大彦命           | 大彦命           | 武埴安彦命 | 武埴安彦命 | 武埴安彦命 | 武埴安彦命 | 武埴安彦命 | 武埴安彦命 |  |  |  |  |  |  |  |  |  |  |  |  |  |  |  |  |
| 10 崇神天皇 |            |            |            |            |            |                  |                  |                  |                  |                  |                  |            |            |            |            |            |            |  |  |  |  |  |  |  |  |  |  |  |  |  |  |  |  |

（名称は『日本書紀』を第一とし、括弧内に『古事記』ほかを記載）
第7代孝霊天皇と、妃の倭国香媛（意富夜麻登玖邇阿礼比売命、絙某姉、蠅伊呂泥）との間に生まれた皇女である。
同母兄弟として、『日本書紀』によると彦五十狭芹彦命（比古伊佐勢理毘古命、吉備津彦命、大吉備津日子命）、倭迹迹稚屋姫命（倭飛羽矢若屋比売）があり、『古事記』では2人に加えて日子刺肩別命（日本書紀なし）の名を記載する。
『日本書紀』では、百襲姫は大物主神（三輪山の神、大神神社祭神）の妻となったという。

## 記録
『日本書紀』崇神天皇7年2月15日条では、国中で災害が多いので天皇が八百万の神々を神浅茅原（かんあさじはら：比定地未詳）に集めて占うと、大物主神が百襲姫に神憑り、大物主神を敬い祀るように告げたという。
同書崇神天皇7年8月7日条では、倭迹速神浅茅原目妙姫・大水口宿禰（穂積臣遠祖）・伊勢麻績君の3人はともに同じ夢を見て、大物主神と倭大国魂神（大和神社祭神）の祭主をそれぞれ大田田根子命と市磯長尾市にするよう告げられたといい、同年11月13日条ではその通りにしたところ果たして国内は鎮まったという。この「倭迹速神浅茅原目妙姫」は百襲姫と同一視される。
また同書崇神天皇10年9月27日条では、四道将軍の1人の大彦命が和珥坂（現・奈良県天理市和爾町）で不思議な歌を詠う少女に出会う。
少女は詠う
「ミマキイリビコはや　おのが命を殺せんと　ぬすまく知らぬに　姫遊びすも」。
大彦命は気になって尋ねる「なんじが言は何辭ぞ」。
少女は答える「物言はず、ただ歌うのみ」。
少女はもう一度同じ歌を詠うと姿を消した。
大彦命は引き返してこのことを天皇に報告した。百襲姫はこれを武埴安彦とその妻の吾田媛による謀反の前兆であると告げ、果たして謀反は起こったが鎮圧されたという。この説話部分は、前後の記述関係から某かの神が童の口を借りて詠わせたともとれる内容である。

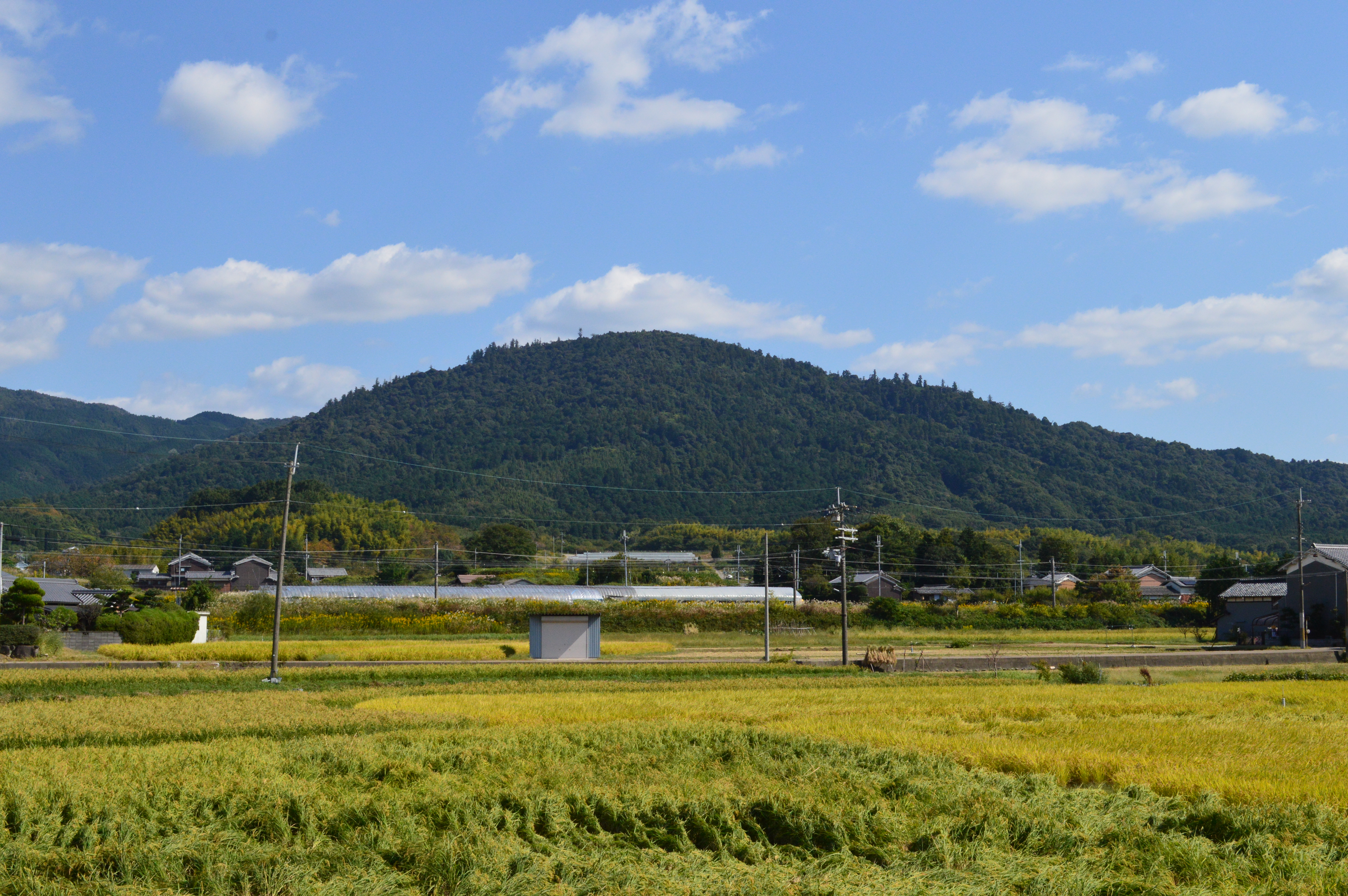
三輪山（奈良県桜井市）大物主神は三輪山の神とされる。

続けて、同書では百襲姫による三輪山伝説・箸墓伝説が記される。これによると、百襲姫は大物主神の妻となったが、大物主神は夜にしかやって来ず昼に姿は見せなかった。百襲姫が明朝に姿を見たいと願うと、翌朝大物主神は櫛笥の中に小蛇の姿で現れたが、百襲姫が驚き叫んだため大物主神は恥じて御諸山（三輪山）に登ってしまった。百襲姫がこれを後悔して腰を落とした際、箸が陰部を突いたため百襲姫は死んでしまい、大市に葬られた。時の人はこの墓を「箸墓」と呼び、昼は人が墓を作り、夜は神が作ったと伝え、また墓には大坂山（現・奈良県香芝市西部の丘陵）の石が築造のため運ばれたという。
『古事記』では母母曽毘売（百襲姫）の事績に関する記載はない。
なお、『多氏古事記』逸文においても「倭迹迹媛皇女」と大三輪大神との神婚譚が記されている。

## 墓

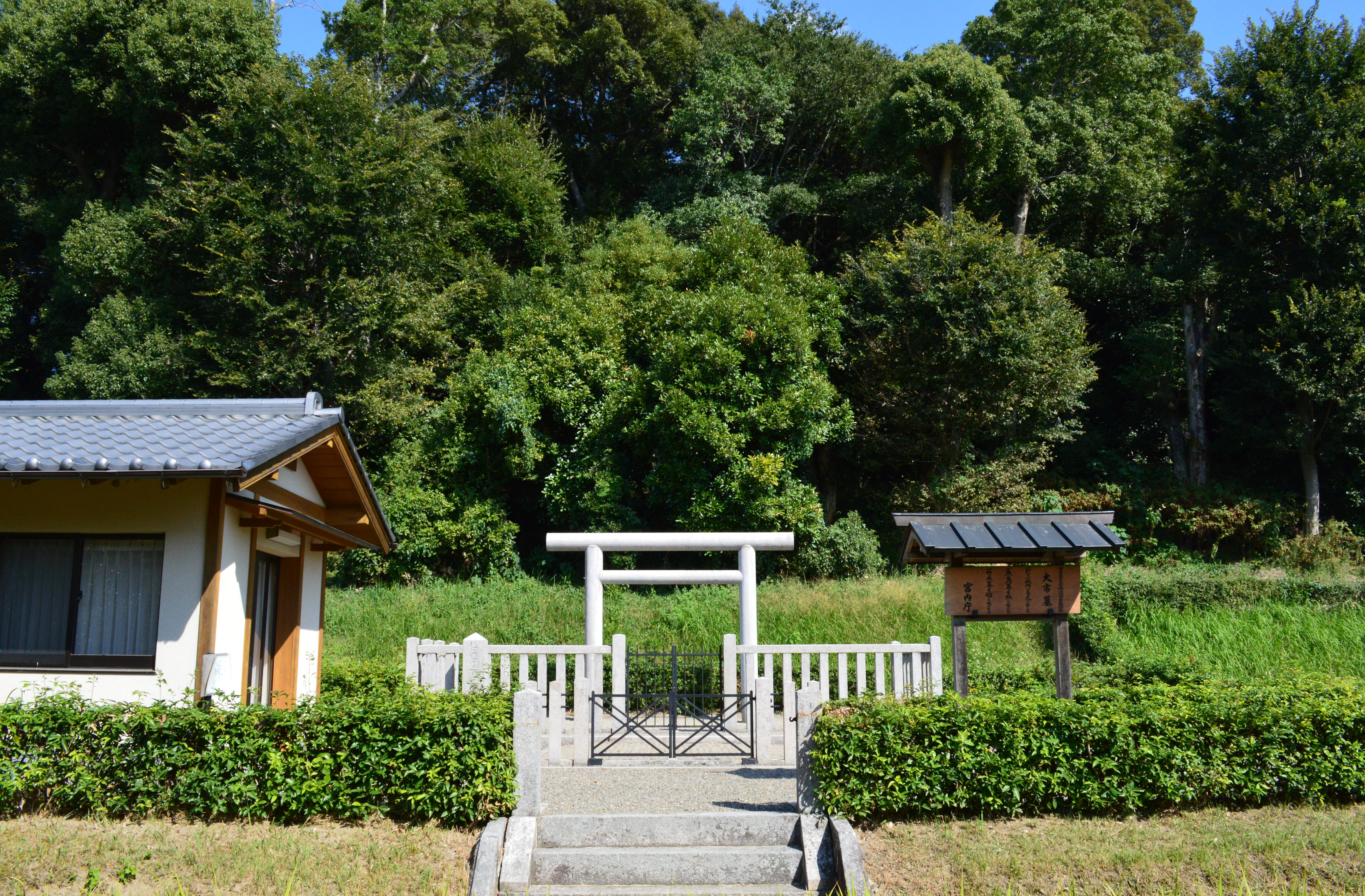
倭迹迹日百襲姫命 大市墓
（奈良県桜井市）

墓は、宮内庁により奈良県桜井市箸中にある大市墓（おおいちのはか、北緯34度32分21.45秒 東経135度50分28.53秒）に治定されている。宮内庁上の形式は前方後円。遺跡名は「箸墓古墳（箸中山古墳）」で、墳丘長278メートルの前方後円墳である。
前述のように『日本書紀』では百襲姫は「大市」に葬られ、人々はこれを「箸墓」と称したと記されている。墓は同書天武天皇元年（672年）7月23日条において「箸陵」とも見えるが、『延喜式』諸陵寮（諸陵式）では記載を欠いている。上記古墳を箸墓に比定する伝承は幕末まであり、慶応元年（1865年）4月には営築とともに長役・守戸の付置があった。また明治8年（1875年）に墓域が国有地として買収され、明治19年（1886年）に拝所・参道用地も買収、明治21年（1888年）に修営された。
この箸墓古墳は、全国の古墳で最古級の3世紀中頃の築造とすれば、邪馬台国畿内説の立場から、『魏志』倭人伝に見える「径百余歩」という卑弥呼の冢に比定できるとする説があるものの、巨大な前方後円墳を4世紀のものとみなす意見も多い（詳細は「箸墓古墳」を参照）。しかし『日本書紀』・『古事記』およびその原史料の『帝紀』・『旧辞』の編纂段階では、すでにヤマト王権の初期王陵とする伝承が失われ、新たな意味付けがなされている点が注目されている。その中で、王族の墓は大宝令以後に「陵」から「墓」と称されるようになった点、箸は7世紀以降から支配層で一般的に使用されるようになった点、および『播磨国風土記』揖保郡立野条において箸墓伝承と同様の説話が見える点などから、元々は土師氏の伝承であったのが新たに三輪山伝承に付加されたとする説があり、加えて「はしはか」の墓名も「土師墓（はじはか）」に由来すると指摘される。

## 考証
『日本書紀』の記す伝承は、人と蛇神との三輪山型（苧環型）の神婚を表すとともに、妻問婚の習俗を表すとされる。また、『古事記』での活玉依媛伝承のように神・人が結ばれて子が産まれる型（神人交流型）ではなく、別離し死去する（神人隔絶型）であるという特徴を持っている。
また百襲姫の地位・巫女的性格から、『魏志』倭人伝に見える卑弥呼を百襲姫に、卑弥呼の男弟を崇神天皇にあてる説や、前述のように箸墓古墳を卑弥呼の墓とする説がある（詳細は「卑弥呼#倭迹迹日百襲姫命説」を参照）。

## 信仰
上記の通り彦五十狭芹彦命（吉備津彦命）の姉神として扱われるため、旧吉備国の周辺地域（主には備前国・備中国・備後国・讃岐国）に根強い吉備津彦信仰において女性の守護者ないしは水神として祀られる事が多い。
特に讃岐国一宮である田村神社では地域の水神と習合し、主祭神として扱われている。また讃岐国延喜式内社である水主神社では主祭神として祀られているほか、社伝では皇女7歳のとき倭国大乱を逃れるため、大和国黒田の盧戸を出立し、居を讃岐国水主に定めたのち成人まで住み給いて農業・水路・文化の興隆を成したとされている。香川県東かがわ市にある艪掛神社の主祭神としても祀られており、伝承では皇女を乗せた船が初めて着船した場所だとされている。